# Exotela sonchina
Exotela sonchina är en stekelart som beskrevs av Griffiths 1967. Exotela sonchina ingår i släktet Exotela och familjen bracksteklar. Arten är reproducerande i Sverige. Inga underarter finns listade i Catalogue of Life.